# Amt Lichtenberg (Ostheim)
Das Amt Lichtenberg, später auch Amt Ostheim genannt, war eine territoriale Verwaltungseinheit der Grafschaft Henneberg. Nach dem Verkauf durch die Grafen von Henneberg-Römhild gehörte das Amt ab 1555 zum ernestinischen Herzogtum und kam als Teil von Sachsen-Eisenach zu verschiedenen ernestinischen Herzogtümern. Ab 1741 war Lichtenberg ein Amt des Herzogtums Sachsen-Weimar-Eisenach, welches 1815 zum Großherzogtum Sachsen-Weimar-Eisenach wurde.
Bis zur Verwaltungs- und Gebietsreform des Großherzogtums Sachsen-Weimar-Eisenach im Jahr 1850 und der damit verbundenen Auflösung bildete es als Amt den räumlichen Bezugspunkt für die Einforderung landesherrlicher Abgaben und Frondienste, für Polizei, Rechtsprechung und Heeresfolge.
Die „Exklave Ostheim“ gehörte dabei bis 1945 weiterhin zu Thüringen und wurde erst dann Bayern angegliedert.

## Geographische Lage
Das Vordergericht, die spätere Exklave Ostheim, lag im Vorland der Rhön, was auch die Ortsnamen „vor der Rhön“ ausdrücken. Das Gebiet, einschließlich Melpers lag am Oberlauf der Streu, wobei Ostheim  seit 1945 zum Freistaat Bayern gehört und heute im Landkreis Rhön-Grabfeld liegt.
Das Hintergericht lag in der Vorderrhön in den Tälern der oberen Felda und Herpf. Das Hintergericht mit seiner Exklave Zillbach gehören heute wie Melpers zum Landkreis Schmalkalden-Meiningen im Südwesten des Freistaats Thüringen. Weimarschmieden gehört heute zum unterfränkischen Landkreis Rhön-Grabfeld und die Exklave Maßbach (südlich von Münnerstadt) zum unterfränkischen Landkreis Bad Kissingen.
Während seiner Zugehörigkeit zum Großherzogtum Sachsen-Weimar-Eisenach bildete das Amt den südlichsten Teil des Eisenacher Oberlandes.

## Angrenzende Verwaltungseinheiten
Das Vordergericht des Amts Lichtenberg bestand aus der späteren Exklave Ostheim mit demselbigen Ort und Melpers. Bis 1808 lag das Vordergericht im Gebiet des Hochstifts bzw. Großherzogtums Würzburg und grenzte nur im Nordosten an Orte der Reichsritterschaft, welche in gewissem Maße zum Amt Maßfeld im Herzogtum Sachsen-Meiningen gehörten. Im Süden grenzte die Exklave Oberwaldbehrungen der reichsfreien Herrschaft Tann an. Nach einem Gebietsaustausch war Ostheim ab 1808 fast komplett von würzburgischem Gebiet umschlossen.
Der zum Vordergericht gehörige Ort Melpers war durch das würzburgische Amt Fladungen von Ostheim getrennt. Südlich von Melpers lag das Amt Fladungen, im Norden das lichtenbergische Hintergericht.
Das Hintergericht lag nördlich von Ostheim und grenzte im Norden und Westen an das Amt Kaltennordheim (Sachsen-Weimar-Eisenach), zu welchem es zeitweise auch gehörte. Im Nordosten und Osten lagen die sachsen-meiningischen Ämter Sand und Maßfeld. Südlich grenzte der zum Vordergericht gehörige Ort Melpers und das würzburgische Amt Fladungen an.

## Geschichte

### Hennebergische Nebenlinien (8. Jahrhundert bis 13. Jahrhundert)
Die Siedlung Ostheim wurde im Jahr 804 das erste Mal in einer Urkunde Karls des Großen erwähnt. Im Jahr 816 stand der Ort unter der Hoheit des Bischofs von Würzburg.
In der Mitte des 12. Jahrhunderts war Ostheim im Besitz einer Seitenlinie der Grafen von Henneberg, welche gemeinsam nach ihrem Stammvater Poppo II. als „Popponische Linien“ bezeichnet wurden. Um 1156 hatte der älteste Sohn von Poppo III. von Irmelshausen, Heinrich I., eine eigene hennebergische Nebenlinie begründet, welche er nach der 1159 erstmals urkundlich erwähnten Lichtenburg bei Ostheim als „Herren von Lichtenberg“ bezeichnete. Nach dem Tod von Heinrich I. im Jahr 1167 bezeichneten sich zunächst auch seine beiden jüngeren Brüder Poppo V. und Gotebold IV. als „Herren von Lichtenberg“. Die Linie starb mit Gotebold IV. im Jahr 1186 bereits wieder aus. Er bezeichnete zwischen 1168 und 1176 als „von Lichtenberg“ und ab 1169 gleichzeitig nach der von seinem Vater im Jahr 1156 erworbenen Burg Habesburg bei Meiningen als „Gotebold IV. von Irmelshausen-Habesberg“.
Gotebold IV. hatte vermutlich nur eine Tochter, welche den Edelfreien Adalbert von Hildenburg heiratete, dessen Besitzung westlich an das Lichtenberger Gebiet grenzte. Da dieser sich im Jahr 1212 nach der Herrschaft Lichtenberg nannte, hatte sie wahrscheinlich Lichtenberg mit in diese Ehe gebracht. Über deren gemeinsame Tochter Adelheid von Hildenburg kam der Besitz durch Heirat im Jahr 1228 an Graf Otto. II von Henneberg-Botenlauben. Dieser war ein Sohn des berühmten Minnesängers Otto von Botenlauben aus einer Goteboldischen Nebenlinie der Grafen von Henneberg.

### Geistliche Hochstifte und Grafen von Henneberg (13. Jahrhundert bis 1555)
Graf Otto II. von Henneberg-Botenlauben verkaufte im Jahre 1230 mit der Zustimmung Adelheids alle Güter aus dem hildenburgischen Erbe, unter anderem die Hildenburg und die Lichtenburg an das Hochstift Würzburg. Das Reichslehen Lichtenberg wurde kurz darauf an das Kloster Fulda verkauft. Von diesem wurde die Lichtenburg zusammen mit der halben Stadt Salzungen im Jahr 1366 die Landgrafschaft Thüringen verpfändet. Um 1400 entstand die Kirchenburg Ostheim zum Schutz der ansässigen Bürger.
Im Jahr 1409 überließ der Landgraf Friedrich von Thüringen die Pfandschaft über die Lichtenburg und die Hälfte von Salzungen dem Erzstift Mainz, welches sie wiederum 1423 dem Hochstift Würzburg überließ.
1433 kamen sie von diesem als Pfand an die Grafschaft Henneberg-Aschach(-Römhild). Ab 1435 gehörten zum Amt Lichtenberg die Orte Ostheim vor der Rhön, Sondheim vor der Rhön, Stetten vor der Rhön, Urspringen vor der Rhön und die spätere Wüstung Altenfeld. Durch eine Erbteilung der Grafschaft Henneberg-Aschach(-Römhild) im Jahr 1468 gelangte das Amt Lichtenberg an den „Münnerstädter Teil“ unter Graf Otto III. von Henneberg-Aschach († 1502). Dieser verkaufte es im Jahre 1501 an seinen Neffen Graf Hermann VIII. von Henneberg–Aschach († 1535), dem Erben des „Römhilder Teils“ der Grafschaft Henneberg-Aschach.
Die Söhne von Hermann VIII., Berthold XVI. von Henneberg–Römhild († 1549) und Albrecht von Henneberg–Schwarza († 1549) teilten sich im Jahr 1532 das Erbe. Dabei kam das Amt Lichtenberg an Berthold XVI. von Henneberg–Römhild. Dieser verkaufte 1548 sein gesamtes Fürstentum an seine Schwäger, die Grafen von Mansfeld. 1553/1554 wurde die Reformation eingeführt.

### Ernestinische Herzogtümer (1555 bis 1808)

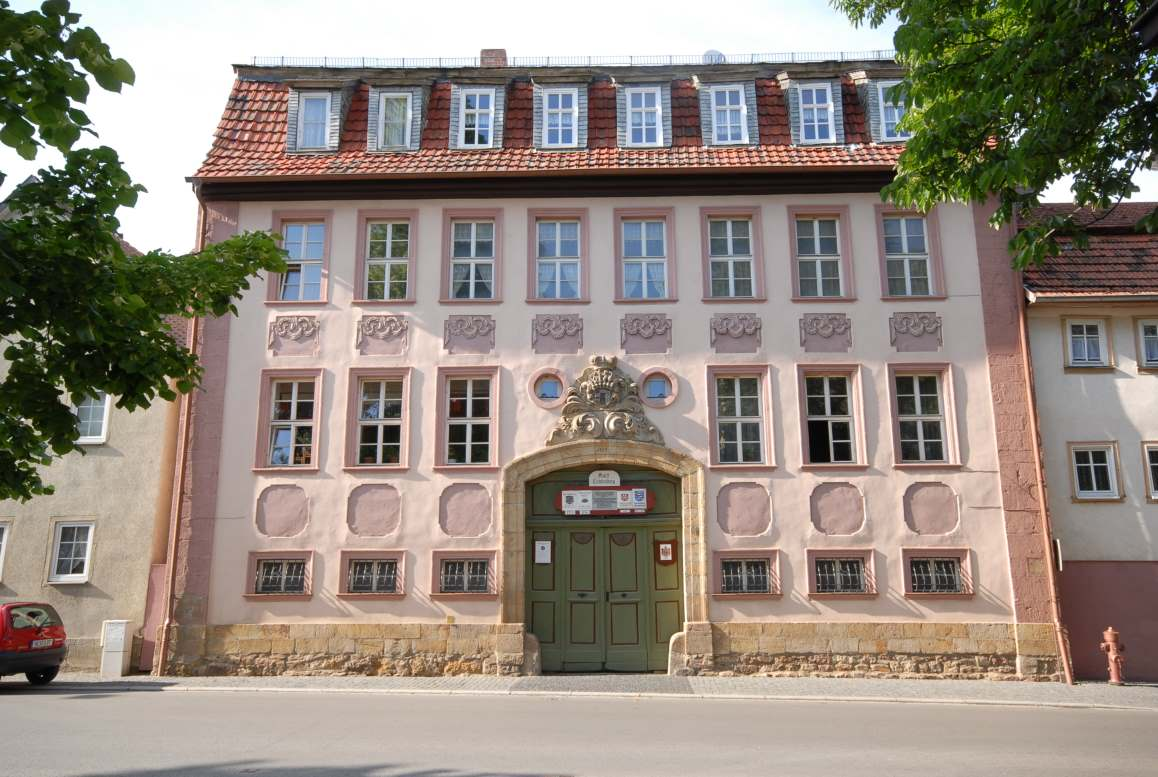
Amtshaus in Ostheim

Bereits 1555 traten die Grafen von Mansfeld das Amt Lichtenberg mit Ostheim zusammen mit anderen Gebieten an die ernestinischen Herzöge von Sachsen ab. Die räumlich vom Amt getrennte Wüstung Melpers wurde in diesem Jahr neu besiedelt und dem Amt zugeordnet. Durch Erbteilung im Herzogtum Sachsen kam das Amt im Jahr 1572 an das Herzogtum Sachsen-Coburg-Eisenach. Ostheim bekam 1586 das Marktrecht und 1596 das Stadtrecht verliehen. Das Amt Lichtenberg wurde in einer weiteren Teilung im Jahr 1596 dem Herzogtum Sachsen-Eisenach zugeteilt, gehörte ab 1633 aber wieder zu Sachsen-Coburg-Eisenach. In weiteren Aufteilungen kam das Amt Lichtenberg 1638 zum Herzogtum Sachsen-Weimar, 1641 zu Sachsen-Eisenach, 1644 wieder zu Sachsen-Weimar. Letzteres erhielt aus dem Erbe der Grafschaft Henneberg-Schleusingen im Jahr 1660/61 u. a. das Amt Kaltennordheim. Dessen Gerichtssprengel Kaltensundheim wurde nun als „lichtenbergsches Hintergericht“ mit den Exklaven Zillbach und Maßbach dem Amt Lichtenberg angegliedert.
Ab 1662 gehörte Lichtenberg wieder zu Sachsen-Eisenach. Während dieser verschiedenen Abwechselungen suchte zwar das Stift Fulda (1628 und 1723) die Wiedereinlösung dieses 1366 verkauften Amtes zu bewirken und machte die Sache beim kaiserlichen Hof geltend. Da aber Kurmainz als erster Anwärter dieser Pfandschaft, sich im Jahr 1665 ausdrücklich aussprach, das Haus Sachsen gegen die Fuldaischen Ansprüche zu vertreten, konnten die Bemühungen nicht zur weiteren Ausführung gebracht werden.
Der letzte Amtmann auf der Lichtenburg, Friedrich Sebastian von Stein, verließ die Burg im Jahr 1680. Die Verwaltung des Amts Lichtenberg erfolgte von nun an von Ostheim aus, wodurch die Lichtenburg an Bedeutung verlor. 1719 wurde in Ostheim ein Amtshaus errichtet. Seit 1741 gehörte das nunmehrige Amt Ostheim zum Herzogtum Sachsen-Weimar-Eisenach.

### Die Exklave Ostheim 1808 bis 1850
Mit der politischen Neugliederung des Reiches zu Beginn des 19. Jahrhunderts endete auch die Landesherrschaft des Herzogs von Sachsen-Weimar-Eisenach in der Exklave Maßbach, welche 1802 an Bayern überging. Im Jahr 1808 einigten sich das angrenzende Herzogtum Sachsen-Meiningen und das Großherzogtum Würzburg auf einen Gebietstausch: die sächsischen Lehen Filke, Neustädtles, Sands, Völkershausen und Willmars kamen an Würzburg, die Würzburger Lehen Berkach, Gleicherwiesen und Nordheim/Grabfeld gingen wie die gemischten Lehen Bibra und Walldorf an Sachsen-Meiningen. In dieser Zeit muss auch Weimarschmieden vom Hintergericht des Amts Lichtenberg zu Würzburg gekommen sein. Durch den Gebietsaustausch wurde das Vordergericht Ostheim zur „Exklave Ostheim“, welches nun komplett durch würzburgisches Gebiet von Melpers, dem Hintergericht und dem restlichen Herzogtum getrennt wurde.
Durch die Auswirkungen des Wiener Kongresses wurde das Herzogtum Sachsen-Weimar-Eisenach im Jahr 1815 zum Großherzogtum erhoben. 1816 kamen die Orte des Lichtenberger Hintergerichts mit Kaltensundheim zum Justizamt Kaltennordheim. Der Amtsgerichtsbezirk Ostheim bestand seitdem aus der Exklave Ostheim und dem Ort Melpers.
1849/50 erfolgte im Großherzogtum Sachsen-Weimar-Eisenach die Trennung der Rechtsprechung von der Verwaltung. Das Amt Ostheim wurde mit anderen Ämtern der Rhön zum Verwaltungsbezirk Dermbach, der auch als IV. Verwaltungsbezirk bezeichnet wurde, mit Sitz in Dermbach zusammengelegt. Dieser umfasste den südlichen Teil des früheren Herzogtums Sachsen-Eisenach, welcher im 19. Jahrhundert auch als Eisenacher Oberland bezeichnet wurde.

### Die Exklave Ostheim 1850 bis 1945
1918 wurde aus dem Großherzogtum Sachsen-Weimar-Eisenach der Freistaat Sachsen-Weimar-Eisenach, der wiederum am 1. Mai 1920 im Land Thüringen aufging. Bei einer umfassenden Gebietsreform wurde 1922 der Verwaltungsbezirk Dermbach aufgelöst. Die Exklave Ostheim wurde dabei dem Landkreis Meiningen zugeordnet. Sie war aber in Bezug auf Fachverwaltungen dem Fränkischen Raum, d. h. dem unterfränkischen Landkreis Mellrichstadt zugeordnet.
Unter der Herrschaft der Nationalsozialisten gehörte Ostheim zum Gau Thüringen mit der Kreisleitung Meiningen. Was die Gliederung der Partei- und Rüstungsorganisationen wie Wehrmacht, SA, SS, Sicherheits- und Ordnungspolizei usw. nach Wehrkreisen anging, war Ostheim allerdings Franken zugeteilt. Die Zuständigkeiten überlagerten sich also, was zu einer Rivalität auf verschiedenen Machtebenen führte: Die Landräte Gommlich (Meiningen) und Unger (Mellrichstadt) bekämpften sich ebenso wie die Gauleiter und späteren Reichsverteidigungskommissare Sauckel (Thüringen) und Wagner (Bayern), wobei auf der obersten Instanz auch der Reichsminister des Innern Wilhelm Frick und Reichsleiter Martin Bormann miteinbezogen wurden.
Der Streit um die Exklave weitete sich aus und wurde ab Herbst 1939 von den Reichsverteidigungskommissaren Wagner und Sauckel selbst geführt. Thüringen setzte sich zunächst mit Hilfe von Sauckels Beziehungen zu höher stehenden Funktionären durch. 1942 brach der Konflikt aber wieder auf, nachdem Hitler und Bormann die Stärkung der Gauleiter veranlasst hatten. Jeder Gauleiter war nun sein eigener Reichsverteidigungskommissar und Exklaven wurden dem Bezirk zugeteilt, der sie zum größten Teil umschloss – im Falle Ostheims war das der Landkreis Mellrichstadt. Wenig später wurde Ostheim auch wirtschaftlich Bayern unterstellt und zum 1. Januar 1944 übernahm der Mellrichstädter Landrat die Betreuung.
Ostheim blieb jedoch bei Bayern und an diesem Zustand änderten auch die amerikanischen Militärregierungen nichts mehr. Am 15. Juni 1945 vereinbarten die Kommandanten von Meiningen und Neustadt/Saale, dass Ostheim bei Neustadt bleiben solle. 1947 nahm das Land Thüringen die „friedliche Annexion“ Ostheims hin, ohne allerdings offiziell zu verzichten – die Geschichte der Exklave war beendet. Melpers hingegen blieb bei Thüringen und lag nun an der Innerdeutschen Grenze.

## Zugehörige Orte
Das Amt Lichtenberg war in zwei Gerichtsbezirke eingeteilt, zu welchen neben der Stadt Ostheim zwei Marktflecken, 8 Dörfer, 5 Höfe und 5 Wüstungen und weitere Waldungen gehörten.

### Orte des „Vordergerichts“
Städte
- Ostheim vor der Rhön mit der Lichtenburg

Dörfer
- Sondheim vor der Rhön
- Urspringen
- Stetten (Stettihaha)
- Melpers

Wüstungen
- Altenfeld[6]
- Korbes und Reipers (lagen im Würzburger Hochstiftsgebiet, gehörten aber den Einwohnern von Stetten)[7]

### Orte des „Hintergerichts“ (gehörten zeitweise zum Amt Kaltennordheim)
Marktflecken
- Kaltensundheim (Sundheim in pago Tullifeldon)
- Helmershausen

Dörfer
- Gerthausen (Garrothusen)
- Schafhausen
- Wohlmuthausen
- Maßbach (sächs. Anteil bis 1802, Exklave südlich von Münnerstadt)

Einzelgüter
- Hof Gereuth
- Schloss Kohlhausen (bei Helmershausen, später wüst)
- Ober- und Unterweimarschmiede (bis Anfang des 19. Jahrhunderts)
- Zillbach (Exklave bei Dermbach), bestehend aus:
  - Die Große Zillbach, herrschaftliches Kammergut und später auch Siedlung
  - Die Kleine Zillbach, Forsthaus mit den Waldungen Zillbacher, Schwallunger und Wasunger Forst in den sachsen-meiningischen Ämtern Sand und Wasungen (drei Parzellen)

Wüstungen
- Pfaffenhausen
- Wombach